# آهنگ مرگ
آهنگ مرگ (به کره‌ای: 사의 찬미; لاتین‌نویسی اصلاح‌شده: Saui Chanmi) یک مجموعه تلویزیونی محصول کره جنوبی در سال ۲۰۱۸ بر پایهٔ اتفاقات واقعی، با بازی لی جونگ سوک و شین هه سون است. این مجموعه از ۲۷ نوامبر تا ۴ دسامبر ۲۰۱۸ از اس‌بی‌اس پخش شد و برای پخش جهانی در نتفلیکس در ماه دسامبر در دسترس بود.

## خلاصه داستان
این مجموعه یک تراژدی عاشقانه بین اولین سوپرانوی چوسان، یون شیم-دوک و فیلمنامه‌نویس نابغه، کیم وو-جین را به تصویر می‌کشد.

## بازیگران

### اصلی
- لی جونگ سوک در نقش کیم وو-جین
- شین هه سون در نقش یون شیم-دوک

### مکمل

#### خانوادهٔ وو-جین
- کیم میونگ-سو در نقش کیم سونگ-گیو (پدر وو-جین)
- پارک سون-ایم در نقش جونگ چوم-هیو (همسر وو-جین)

#### خانوادهٔ شیم-دوک
- کیم وون-هه در نقش یون سوک-هو (پدر شیم-دوک)
- هوانگ یونگ-هی در نقش کیم شی (مادر شیم-دوک)
- گو بو-گیول در نقش یون سونگ-دوک (خواهر کوچکتر شیم-دوک)
- شین جه-ها در نقش یون کی-سونگ (برادر کوچکتر شیم-دوک)

#### مردم تئاتر دونگ وو-هی
- لی جی هون در نقش هونگ نان-پا[۶]
- جونگ مون-سونگ در نقش جو میونگ-هی
- اوه ای-شیک در نقش هونگ هه-سونگ
- لی جون-یی در نقش کیوسوکه تومودا (بازیگر تازه‌کار ژاپنی)
- هان اون-سو در نقش هان کی-جو (سوپرانو، نوازنده پیانو)[۷]

#### اطرافیان شیم-دوک
- لی سانگ-یوب در نقش گیم هونگ-گی[۸]
- جانگ هیون سونگ در نقش لی یونگ-مون
- لی چول-مین در نقش افسر دولتی
- کیم کانگ-هیون در نقش لی سو-کو
- جانگ هیوک-جین در نقش دائوچی
- به هه-سون در نقش استاد موسیقی وکال

## تولید
اولین فیلمنامه‌خوانی در ۲۷ مارس ۲۰۱۸ انجام شد و فیلمبرداری در اواخر آوریل ۲۰۱۸ آغاز شد.